# Лукьяновский проезд
Лукья́новский прое́зд — проезд в Восточном административном округе города Москвы на территории района Богородское.

## Расположение
Проезд соединяет Андреево-Забелинскую улицу и Первую Мясниковскую улицу. Первоначально выходил на Погонный проезд и назывался Лукьяновской улицей.
На ряде наиболее популярных в интернете картах Москвы показана неверно или неточно. На старых картах таких неточностей нет. Домовладений по проезду не числится с конца 1970-х годов.

## Транспорт

### Наземный транспорт
По самой улице маршруты наземного транспорта не проходят.

### Трамвай
- Трамвайное кольцо «Богородское» с одноимённой остановкой трамвайных маршрутов № 2, 4л, 4пр, 7, 46: у западного конца улицы, на пересечении с Кузнецовской, Миллионной, 3-й Богатырской улицами и Погонным проездом. От северного конца проезда до остановки «Ланинский переулок», расположенной на Погонном проезде, 300 метров.

### Ближайшая станция метро
- Станция метро «Бульвар Рокоссовского» Сокольнической линии — юго-восточнее улицы, на Ивантеевской улице. Расстояние: 1,5 км.